# Solon (Ohio)
Solon és una població dels Estats Units a l'estat d'Ohio. Segons el cens del 2000 tenia 21.802 habitants.

## Demografia
Segons el cens del 2000, Solon tenia 21.802 habitants, 7.554 habitatges, i 6.171 famílies. La densitat de població era de 409,6 habitants/km².
Dels 7.554 habitatges en un 44,7% hi vivien nens de menys de 18 anys, en un 71,8% hi vivien parelles casades, en un 7,4% dones solteres, i en un 18,3% no eren unitats familiars. En el 15,8% dels habitatges hi vivien persones soles el 7% de les quals corresponia a persones de 65 anys o més que vivien soles. El nombre mitjà de persones vivint en cada habitatge era de 2,89 i el nombre mitjà de persones que vivien en cada família era de 3,26.
Per edats la població es repartia de la següent manera: un 30,5% tenia menys de 18 anys, un 4,9% entre 18 i 24, un 26% entre 25 i 44, un 27,9% de 45 a 60 i un 10,6% 65 anys o més.
L'edat mediana era de 39 anys. Per cada 100 dones de 18 o més anys hi havia 91,9 homes.
La renda mediana per habitatge era de 78.903 $ i la renda mediana per família de 88.990 $. Els homes tenien una renda mediana de 66.484 $ mentre que les dones 37.491 $. La renda per capita de la població era de 35.394 $. Aproximadament el 2% de les famílies i el 2,5% de la població estaven per davall del llindar de pobresa.

## Poblacions properes
El següent diagrama mostra les poblacions més properes.